# Ciclo Otto

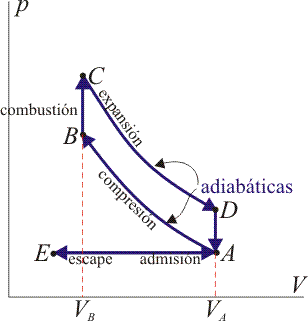
Esquema de un ciclo Otto de 4 tiempos en un diagrama PV

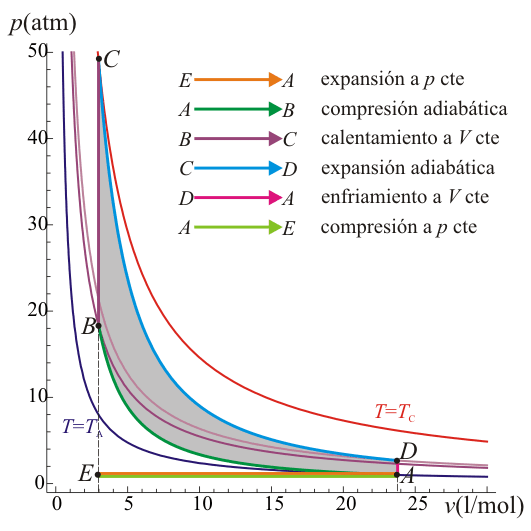
Ciclo Otto con valores exactos

El ciclo Otto es el ciclo termodinámico que se aplica en los motores de combustión interna de encendido provocado por una chispa eléctrica (motores de gasolina, etanol, gases derivados del petróleo u otras sustancias altamente volátiles e inflamables). Inventado por Nicolaus Otto en 1860, se caracteriza porque en una primera aproximación teórica, todo el calor se aporta a volumen constante.

## Ciclo de 4 tiempos (2 vueltas de cigüeñal)
Hay tres tipos de motores que se rigen por el ciclo de Otto creados por IO, los motores de dos tiempos, los motores de cuatro tiempos y los motores de seis tiempos. Debido a diferentes factores casi todos los motores suelen ser de 4 tiempos. El ciclo no influye en la selección de combustible.
El 4 tiempos, junto con el motor diésel, ha sido el más utilizado en los automóviles durante los últimos años (antes del 2000 había muy pocos automóviles diésel), ya que tiene un buen rendimiento y no se controlaba la contaminación. (después de las últimas actualizaciones de normativas anticontaminación la fabricación y venta de automóviles diésel se ha desplomado)
El ciclo de 4 tiempos consta de seis procesos, dos de los cuales (E-A y A-E) no participan en el ciclo termodinámico del fluido operante, pero son fundamentales para la renovación de la carga del mismo:
1. E-A: admisión a presión constante (renovación de la carga).
2. A-B: compresión de los gases e isoentrópica.
3. B-C: combustión, aporte de calor a volumen constante. La presión se eleva rápidamente antes de comenzar el tiempo útil.
4. C-D: fuerza, expansión isoentrópica o parte del ciclo que entrega trabajo.
5. D-A: Escape, cesión del calor residual al ambiente a volumen constante.
6. A-E: Escape, vaciado de la cámara a presión constante (renovación de la carga.)(isobárico).

Motor de cuatro tiempos

1. Durante la primera fase, el pistón se desplaza hasta el PMI (Punto Muerto Inferior) y la válvula de admisión permanece abierta, permitiendo que se aspire la mezcla de combustible y aire hacia dentro del cilindro (esto significa que entra de forma gaseosa).
2. Durante la segunda fase las válvulas permanecen cerradas y el pistón se mueve hacia el PMS, comprimiendo la mezcla de aire y combustible. Cuando el pistón llega al final de esta fase, una chispa en la bujía enciende la mezcla.
3. Durante la tercera fase, se produce la combustión de la mezcla, liberando energía que provoca la expansión de los gases y el movimiento del pistón hacia el PMI. Se produce la transformación de la energía química contenida en el combustible en energía mecánica trasmitida al pistón, que la trasmite a la biela, y la biela la trasmite al cigüeñal, de donde se toma para su utilización.
4. En la cuarta fase se abre la válvula de escape y el pistón se mueve hacia el PMS (Punto Muerto Superior), expulsando los gases producidos durante la combustión y quedando preparado para empezar un nuevo ciclo (renovación de la carga).

## Ciclo de 2 tiempos (1 vuelta de cigüeñal)

Motor de dos tiempos.

1. (Admisión - Compresión). Cuando el pistón alcanza el PMI (Punto Muerto Inferior) empieza a desplazarse hasta el PMS (Punto Muerto Superior), creando una diferencia de presión que aspira la mezcla de aire y gasolina por la lumbrera de admisión hacia el cárter de precompresión. (Esto no significa que entre de forma gaseosa). Cuando el pistón tapa la lumbrera, deja de entrar mezcla, y durante el resto del recorrido descendente, el pistón la comprime en el cárter inferior, hasta que se descubre la lumbrera de transferencia que lo comunica con la cámara de compresión, con lo que la mezcla fresca precomprimida ayuda a expulsar los gases quemados del escape.
Cuando el pistón empieza a subir la lumbrera de transferencia permanece abierta una parte de la carrera y el cárter no coge aire fresco, sino que retornan parte de los gases, perdiendo eficiencia de bombeo.
A altas revoluciones se utiliza la inercia de la masa de los gases para minimizar este efecto (renovación de la carga).
2. (Expansión - Escape de Gases). Una vez que el pistón ha alcanzado el PMS y la mezcla está comprimida, se la enciende por una chispa entre los dos electrodos de la bujía, liberando energía y alcanzando altas presiones y temperaturas en el cilindro. El pistón se desplaza hacia abajo, realizando trabajo hasta que se descubre la lumbrera de escape. Al estar a altas presiones, los gases quemados salen por ese orificio.

La principal ventaja de este ciclo es la sencillez de fabricación por lo que muchos fabricantes de transportes económicos optaron por esta tecnología. (cuando las regulaciones medioambientales no suponían una dificultad)
La eficiencia de estos motores varía mucho según la construcción; pudiendo ser, desde inferior a la de motores de 4 tiempos (en el caso de motores sencillos) hasta la mayor eficiencia de un motor térmico en todo el planeta. (Wärtsilä 31SG)
En el caso de motores económicos y atmosféricos, el rendimiento volumétrico de este motor es inferior respecto al motor de 4 tiempos, ya que realiza parte de la carrera de compresión con las lumbreras abiertas y el barrido de gases es menos eficaz. Cuando se compara un motor actual de 4 tiempos con un motor de 2 tiempos desarrollado hace 30 años suele ser más contaminante. Por otro lado, suelen dar más par motor en la unidad de tiempo (potencia) para la misma cilindrada, ya que este hace una explosión en cada revolución, mientras el motor de 4 tiempos hace una explosión por cada 2 revoluciones, y cuenta con más partes móviles. En el pasado fueron sumamente populares por sus elevadas prestaciones, sencillez y bajo peso en las motocicletas hasta una cierta cilindrada, ya que al aumentar esta, dejan de trabajar en condiciones óptimas, su eficiencia se desploma y su consumo era excesivo.
Ejemplos: Aprilia SR 50 Ditech (ciclo 2 tiempos): consumo medio 1,72L/100Km. según usuario Spritmonitor (6,5CV a 7800RPM) 
Honda zoomer 50(ciclo 4 tiempos): consumo medio 2,36L/100Km según usuario Spritmonitor. (4CV a 7500RPM)
Este tipo de motores se utilizan mayoritariamente en motores de poca cilindrada (ciclomotores, desbrozadoras, cortasetos, motosierras, etc.), ya que es más barato y sencillo de construir, además, al contar con la potencia justa para la aplicación trabajan constantemente en condiciones óptimas por lo que su eficiencia aumenta y su emisión de contaminantes en valores absolutos es baja dada su eficiencia y pequeña potencia.

## Ciclo de 6 tiempos (3 vueltas de cigüeñal)
Este ciclo fue pensado para mejorar la eficiencia del sistema. Muchos diversos diseños han sido propuestos pero muy pocos han sido construidos.
Se han logrado eficiencias destacables con motores híbridos 4/6 tiempos; en estos se utilizan dos pistones realizando el trabajo normal de 4 tiempos, mientras un tercer cilindro se encarga de comprimir los gases quemados, inyectarles agua, generar trabajo con el empuje de la transformación del agua y expulsión a la atmósfera de los gases. Lamentablemente esta eficiencia solo se daba en condiciones de carga total y es bastante voluminoso reduciendo su aplicación a generación.
Un motor de ciclo de 6 tiempos resumido sería:
- Durante la primera fase, el pistón se desplaza hasta el PMI (Punto Muerto Inferior) y la válvula de admisión permanece abierta, permitiendo que se aspire la mezcla de combustible y aire hacia dentro del cilindro (esto significa que entra de forma gaseosa).
- Durante la segunda fase las válvulas permanecen cerradas y el pistón se mueve hacia el PMS, comprimiendo la mezcla de aire y combustible. Cuando el pistón llega al final de esta fase, una chispa en la bujía enciende la mezcla.
- Durante la tercera fase, se produce la combustión de la mezcla, liberando energía que provoca la expansión de los gases y el movimiento del pistón hacia el PMI. Se produce la transformación de la energía química contenida en el combustible en energía mecánica trasmitida al pistón, que la trasmite a la biela, y la biela la trasmite al cigüeñal, de donde se toma para su utilización.
- Durante la cuarta fase el pistón se mueve hacia el PMS (Punto Muerto Superior) comprimiendo los gases de nuevo.

- Durante la quinta fase se inyecta agua a la cámara que absorbe el calor de los gases quemados, las paredes y el pistón, evaporándose, expandiéndose y generando presión que es aprovechada por el pistón en su movimiento hacia el PMI. Se repite la transformación desde la energía mecánica transmitida al pistón.
- Durante la sexta fase se abre la válvula de escape y el pistón se mueve hacia el PMS (Punto Muerto Superior), expulsando la mezcla de gases quemados y vapor de agua acumulado.

## Eficiencia
El rendimiento (o la eficiencia) de un ciclo de Otto se calcula como sigue:
{\displaystyle \eta =1-{\frac {1}{r^{\gamma -1}}}}
Siendo {\displaystyle \gamma ={\frac {C_{p}}{C_{v}}}} y {\displaystyle r={\frac {V_{A}}{V_{B}}}={\frac {V_{D}}{V_{C}}}} (ver diagrama más arriba del Ciclo de Otto).
Para compensar el llenado del cilindro a diferentes velocidades de giro, también se utilizan sistemas de sobrealimentación, ya sea mediante empleo del turbocompresor o mediante compresores volumétricos o también llamados compresores de desplazamiento positivo.
La eficiencia o rendimiento térmico de un motor de este tipo depende de la relación de compresión, proporción entre los volúmenes máximo y mínimo de la cámara de combustión. Esta proporción suele ser de 8 a 1 hasta 10 a 1 en la mayoría de los motores Otto modernos. Se pueden utilizar proporciones mayores, como de 12 a 1, aumentando así la eficiencia del motor, pero este diseño requiere la utilización de combustibles de alto índice de octanos para evitar la detonación.
Destacar el caso de MAZDA SKYACTIV donde mediante una doble inyección consiguen una compresión 15:1 con combustibles normales. La primera inyección se realiza mientras se llena el cilindro con aire y deja una mezcla demasiado pobre que no puede arder por sí misma. La segunda inyección se realiza cuando el pistón está llegando al P.M.S. y su función es crear una zona de mezcla rica alrededor de la bujía para asegurar la ignición del conjunto..
Una relación de compresión baja no requiere combustible con alto número de octanos para evitar este fenómeno; de la misma manera, una compresión alta requiere un combustible de alto número de octanos, para evitar los efectos de la detonación, es decir, que se produzca una auto ignición del combustible antes de producirse la chispa en la bujía. 
El rendimiento medio de un buen motor Otto de 4 tiempos es de un 25 a un 30 %, inferior al rendimiento alcanzado con motores diésel, que llegan a rendimientos del 30 al 45 %, debido precisamente a su mayor relación de compresión.
Casi todos los motores de este tipo se fabrican para el transporte y deben trabajar variando la entrega de potencia constantemente. Debido a esto el rendimiento de los mismos cae bruscamente al trabajar con carga parcial (cuanto menos carga porcentualmente, peor rendimiento), ya que, cuando esto sucede, la cámara de compresión mantiene su volumen dando una compresión real baja y transformando gran parte de la energía en calor.
Algunos fabricantes han fabricado motores con sistemas de compresión variable, pero siempre dedicado a variar de aproximadamente 7:1 a 14:1, en relación con las velocidad de giro del motor(la eficiencia del bombeo  y o el nivel de soplado del turbo.)

## Potencia
La potencia producida por el ciclo de Otto es una energía desarrollada por unidad de tiempo. Los motores Otto pueden ser motores de cuatro tiempos o de dos tiempos. 
Del análisis de ciclo anterior, el trabajo neto producido por el sistema:
{\displaystyle \sum {\text{ Trabajo}}=T_{1-2}+T_{3-4}=\left(U_{2}-U_{1}\right)+\left(U_{4}-U_{3}\right)=+4-5=-1}
(usando la convención de signos, el signo menos implica que la energía está abandonando el sistema como trabajo)
Si las unidades utilizadas fueran MKS, el ciclo habría producido un joule de energía en forma de trabajo. Para un motor de un desplazamiento particular, como un litro, la masa de gas del sistema se puede calcular asumiendo que el motor está funcionando a temperatura estándar (20 °C) y presión (1 atm). Usando la Ley Universal de los Gases, la masa de un litro de gas está a temperatura ambiente y presión al nivel del mar:
{\displaystyle M={\frac {PV}{RT}}}
V=0,001 m3, R=0,286 kJ/(kg·K), T=293 K, P=101,3 kN/m2
M=0,00121 kg
A una velocidad del motor de 3000 RPM hay 6000 tiempos/minuto o 100 tiempos/segundo.
{\displaystyle \sum {\text{ Trabajo}}=1\,{\text{J}}/({\text{kg}}\cdot {\text{tiempo}})\times 0,00121\,{\text{kg}}=0,00121\,{\text{J}}/{\text{tiempo}}}
La potencia es 25 veces mayor, ya que hay 25 tiempos / segundo
Si el motor es de varios cilindros, el resultado se multiplicaría por ese factor. Si cada cilindro tiene un desplazamiento de litros diferente, los resultados también se multiplicarían por ese factor. Estos resultados son el producto de los valores de la energía interna que se asumieron para los cuatro estados del sistema al final de cada uno de los cuatro tiempos (dos rotaciones). Fueron seleccionados sólo con fines ilustrativos y, obviamente, son de escaso valor. La sustitución de los valores reales de un motor real produciría resultados más cercanos a los del motor. Dichos resultados serían más altos que los del motor real, ya que hay muchas suposiciones hechas en el análisis que pasan por alto las ineficiencias. Tales resultados sobrestimarían la producción de energía.

## Proporción de aire y combustible
En los motores de gasolina.
Esta proporción ha de permanecer lo más uniforme posible, dentro de unos estrechos márgenes de variación, se denomina factor lambda y se sitúa entre 12,6-15,4 partes de aire en peso por cada parte de gasolina en peso, dependiendo del objetivo a obtener:
- 12,6:1 (lambda= 0,86) El máximo de par y potencia. Esta mezcla tiene exceso de combustible (dejando hidrocarburos sin quemar), la temperatura media será más baja (con las consiguientes ventajas para la mecánica) y se aprovecha mejor el oxígeno disponible. 
- 14,7:1 (lambda=1) El compromiso adoptado por la industria para evitar contaminar y consumir. La mayoría de vehículos tienen sistemas anticontaminación que solo funcionan correctamente cuando se conserva esta relación de combustible-aire.
- 15,4:1 (lambda= 1,05) Mejor eficiencia. Con esta mezcla se asegura el quemado de todo el combustible utilizado, la temperatura media será más alta y sobra oxígeno que se combina con el nitrógeno del aire produciendo NOX.
En los motores de gas-oil.
Se aprovecha la baja necesidad de oxígeno en la combustión para trabajar con relaciones muy pobres que permiten mejorar el consumo a costa de producir NOX; para contrarrestar este exceso de NOX y otras partículas se utilizan complejos y caros sistemas de anticontaminación.

## Control del par motor
Se efectúa controlando la cantidad de aire o mezcla carburada que entra al motor, mediante una mariposa. La mariposa puede estar gobernada por el conductor directamente o electrónicamente. De esta manera ajusta el conductor el par motor  a la carga motor. 
La eficiencia o rendimiento de los motores Otto modernos se ve limitada por varios factores resumidos en dos bloques: pérdidas por calor y pérdidas por fricción.
Pérdidas por calor: todo calor que transportan los gases de escape por encima de la temperatura atmosférica son pérdidas que van a la atmósfera, asimismo cualquier aporte de calor se considera una pérdida (un motor ideal no generaría calor ya que toda la energía se convertiría en mecánica)
Pérdidas por fricción: los componentes mecánicos del sistema y el propio bombeo de gases generan perdidas por fricción.
En el ciclo Otto los motores trabajan en un rango de presiones de combustión de 25 a 30 bares, partiendo de una relación de compresión de 9 a 10, y en los que la relación de aire/combustible  (factor lambda), toma valores de 0,9 a 1,1.

## Invención del motor de combustión interna
El primer inventor, hacia 1862, fue el francés Alphonse Beau de Rochas. El segundo, hacia 1875, fue el alemán doctor Nikolaus August Otto. Como ninguno de ellos sabía de la patente del otro hasta que se fabricaron motores en ambos países, hubo un pleito. De Rochas ganó cierta suma de dinero, pero Otto se quedó con la fama: el principio termodinámico del motor de cuatro tiempos se llama aún ciclo de Otto. 
Otto construyó su motor en 1866 junto con su compatriota Eugen Langen. Se trataba de un motor de gas que poco después dio origen al motor de combustión interna de cuatro tiempos. Otto desarrolló esta máquina, que después llevaría su nombre (motor cíclico Otto), en versiones de cuatro y dos tiempos.